# میل به تماشا
میل به تماشا (ایتالیایی: Voglia di guardare) که با نام‌های ژیگولوی نیمه‌شب و شهرفرنگ هم شناخته می‌شود، یک فیلم اروتیک ایتالیایی به کارگردانی جو داماتو است که در سال ۱۹۸۶ منتشر شد.

## گزیدهٔ بازیگران
- جنی تامبوری
- لی‌لی کاراتی
- لورا خمسر
- مارینو مازه